# El Testigo - Cortometraje
El Testigo es un cortometraje de drama fantástico español. Se trata de la cuarta obra del director Alberto Kampmann y está protagonizada por Joaquin Notario, Santi Crespo y Javier Muga. La obra es el primer cortometraje de la historia del cine español en introducir efectos sonoros y Foley creados por una Inteligencia Artificial diseñada por el propio equipo de producción.

## Argumento
En una cueva sin fin, Desesperado (Santi Crespo) lucha contra una fuerza invisible que le impide avanzar en su camino. Trata de alcanzar su testigo, que está tirado en el suelo a escasos metros de él, pero es en vano. Derrotado, se resigna y se sienta a esperar su final; sabe que cuando el gris de su pierna impregne el resto de su cuerpo, se convertirá en figura de piedra, hasta acabar desapareciendo. 
De pronto, aparecen dos desconocidos, Ausente (Javier Muga) y su padre Piadoso (Joaquin Notario). Desesperado les pide recorrer con ellos un trecho del camino, pero Piadoso se niega, pues las manchas grises se transmiten de unas personas a otras con tan solo tocarlas y quiere proteger a su hijo. Finalmente, Ausente convence a su padre para ayudar a Desesperado y los tres juntos se adentran en un tramo oscuro y peligroso de la cueva, plagado de figuras grises amenazantes. 
Pasado el peligro, Piadoso y Desesperado discuten. Piadoso está convencido de que los testigos se pasan de unas personas a otras, mientras que Desesperado opina que esto es imposible. Para demostrarle que tiene razón, le revela a Piadoso cómo se manchó de gris intentando salvar a su mujer, que se transformó poco a poco en piedra sin que él pudiera hacer nada por remediarlo.  
Los tres hombres continúan su camino cuando, de pronto, Piadoso llega repentinamente a su línea de meta y desaparece. Ausente, que al principio llora la pérdida de su padre y se niega a continuar andando, acaba por recoger el testigo de Piadoso, que se fusiona con el suyo. Esto le da el valor para continuar.
Este milagro inesperado provoca que la mancha gris de la pierna de Desesperado se desvanezca y le da alas para continuar andando por la larga cueva sin final, ahora más ligero y acompañado de Ausente.

## Inteligencia Artificial en el corto
Mateo Cámara Largo, doctor en Ingeniería de Telecomunicaciones por la UPM y profesor en la prestigiosa E.T.S.I.T., se cruzó con el director Alberto Kampmann, ambos compañeros egresados de esta escuela, y le habló sobre su proyecto de fin de tesis doctoral de diseño de una Inteligencia Artificial aplicada al Sonido en el campo de la cinematografía y Videojuegos.
Ambos acordaron usar el cortometraje de El Testigo como caso de prueba de la tecnología.
La inteligencia artificial se basa en el modelo de un autocodificador variacional. Esta tecnología permite avances de múltiples enfoques desde la aportación de variabilidad en las librerías comerciales de Foley y efectos de sonido hasta la creación de sonidos de lo más extravagantes como una "gota rodando".

## Producción
La producción del cortometraje comenzó en enero de 2023 con el equipo habitual del director Alberto Kampmann (son recurrentes con el director sus Dptos. de Fotografía, Sonido, Composición de BSO, VFX, Maquillaje y Producción). 
Los actores Santi Crespo y  Joaquin Notario que ya habían trabajado en el anterior corto de A. Kampmann (No es para tanto) fueron los primeros en sumarse al proyecto. Originalmente el guion proponía el personaje de Ausente para un niño, sin embargo Javier Muga realizó una prueba que conquistó al director con él se cerró el casting. Los actores ensayaron durante 6 semanas entre abril y mayo.

### -Rodaje
La obra se rodó en una bodega subterránea de más de 400 años de antigüedad en el municipio español de Aranda de Duero.
El equipo de fotografía se enfrentó al reto de generar un efecto terremoto; que la cámara vibrara para transmitir la construir la secuencia en la que desesperado se enfrenta a una fuerza invisible. Para ello, Edu Mato diseñó un soporte para la cámara que sujetaba además una taladradora con un taco en la punta con el eje descentrado. El resultado fue que al activar la taladradora todo el cuerpo vibraba de una manera controlada y uniforme que permitió al equipo de VFX corregir y modelar la vibración de los diferentes objetos en el encuadre a voluntad.
El maquillaje del proyecto lo hizo la influencer Agata del Barco, compañera recurrente del director y pareja del mismo.

### -Posproducción
Pancho Aguirre fue el responsable de la posproducción de sonido y supervisó la generación de nuevos sonidos creados por la inteligencia artificial que diseñó Mateo Cámara Largo.
Luis López Pinto, compositor recurrente con el director Alberto Kampmann, compuso la Banda Sonora Original.

## Personajes
- Desesperado, interpretado por  Santi Crespo.
- Piadoso, interpretado por Joaquin Notario.
- Ausente, interpretado por Javier Muga.
- Mujer de rojo, interpretado por Sara Lázaro.
- Espectro, interpretado por Mario Kampmann.